# Pyrenese akelei
De Pyrenese akelei (Aquilegia pyrenaica) is een overblijvende plant uit de ranonkelfamilie (Ranunculaceae). De soort is endemisch in de Franse en Spaanse Pyreneeën en het Cantabrisch Gebergte.

## Naamgeving
- Synoniem: Aquilegia alpina subsp. pyrenaica
- Frans: Ancolie des Pyrénées
- Engels: Pyrenean Columbine

De soortaanduiding pyrenaica is Latijn en betekent 'van de Pyreneeën'.

## Kenmerken
De Pyrenese akelei is een overblijvende, kruidachtige plant, met een meestal vertakte, tot 30 cm lange, onderaan gladde en naar boven toe behaarde bloemstengel. De grondbladeren zijn gesteeld, dubbel drietallig, onbehaard, met lijnvormige tot eivormige bladslipjes. De bloemen staan in een ijle tros met tot drie bloemen per stengel.
De bloemen zijn knikkend tot hangend, tot 5 cm doorsnede, en vijfdelig. Zowel de uitgespreide kelkblaadjes als de in het midden gebundelde kroonblaadjes zijn helblauw of lila gekleurd. De kroonblaadjes dragen aan de top een lang, dun, haakvormig gebogen spoor. De talrijke meeldraden zijn felgeel gekleurd en zijn korter dan de kroonblaadjes.
De plant bloeit van juli tot augustus.

## Habitaten verspreiding
De Pyrenese akelei groeit voornamelijk op vochtige plaatsen op kalksteenbodem, zoals graslanden en puinhellingen, in de subalpiene zone van het hooggebergte tot op 2500 m hoogte.
De plant is endemisch in de Franse en Spaanse Pyreneeën en het Cantabrisch Gebergte in het noorden van Spanje.
... · 
A. alpina (Alpenakelei) · 
A. atrata (Donkere akelei) · 
A. bernardii · 
A. bertolonii · 
A. einseleana · 
A. formosa · 
A. olympica · 
A. pyrenaica (Pyrenese akelei) · 
A. vulgaris (Wilde akelei) · ...